# Señorío de Batrún
El Señorío de Batrún (también le Boutron, Botron, Botroun, Botoron; en árabe: al-Batrun (البترون)) fue un dominio feudal en el Condado de Trípoli. El centro de poder estaba en la ciudad de Batrún. El territorio limitaba al norte con el Señorío de Nephin y al sur con el Señorío de Gibelet. Aproximadamente a 3 kilómetros al noreste está el castillo cruzado de Le Puy.

## Historia
Los cruzados conquistaron la ciudad alrededor de 1109 después de la primera cruzada. Batrún fue pronto ascendido a un dominio independiente. El primer señor de Batrún fue un caballero provenzal llamado Raimundo de Agoult (Raymond d'Agoult), quien es mencionado desde 1115. Los cruzados fortificaron la ciudad y construyeron en el puerto como en la ciudadela un castillo de piedra, de la cual sólo unos pocos restos han permanecido hasta la actualidad. A partir de 1174, el señor de Batrún era Guillermo Dorel, hijo o yerno de Raimundo, quien es mencionado por la crónica de los genoveses de Luigi Tommaso. Desde 1187 hasta aproximadamente 1197, el señorío fue ocupado por los ayubíes. Después de 1289, la ciudad de Trípoli fue conquistada por los mamelucos bajo el sultán Qalawun, y éste ahora amenazaba a Batrún. Batrún fue evacuada sin pelear y el señorío finalmente cayó ante los musulmanes.

## Señores de Batrún
- Antes de 1174: Raimundo de Agoult
- Hasta 1174: Guillermo Dorel (fallecido alrededor de 1174), se casó con Estefanía de Milly
- 1174-1181/1206: Cecilia (Lucía) (fallecida en 1181), se casó con Plivain (fallecido en 1206), un comerciante pisano de Trípoli
- 1206-1244: Isabel, se casó con Bohemundo (fallecido en 1244), hijo de Bohemundo III de Antioquía
- 1244-1262: Guillermo II (fallecido en 1262), se casó con Inés Grenier, hija de Balián Grenier, señor de Sidón
- 1262-1277: Juan (fallecido en 1277), se casó con Lucía Embriaco de Gibelet
- 1277-1289: Rodolfo (Rostain) (fallecido después de 1282)